# Christine Gallati

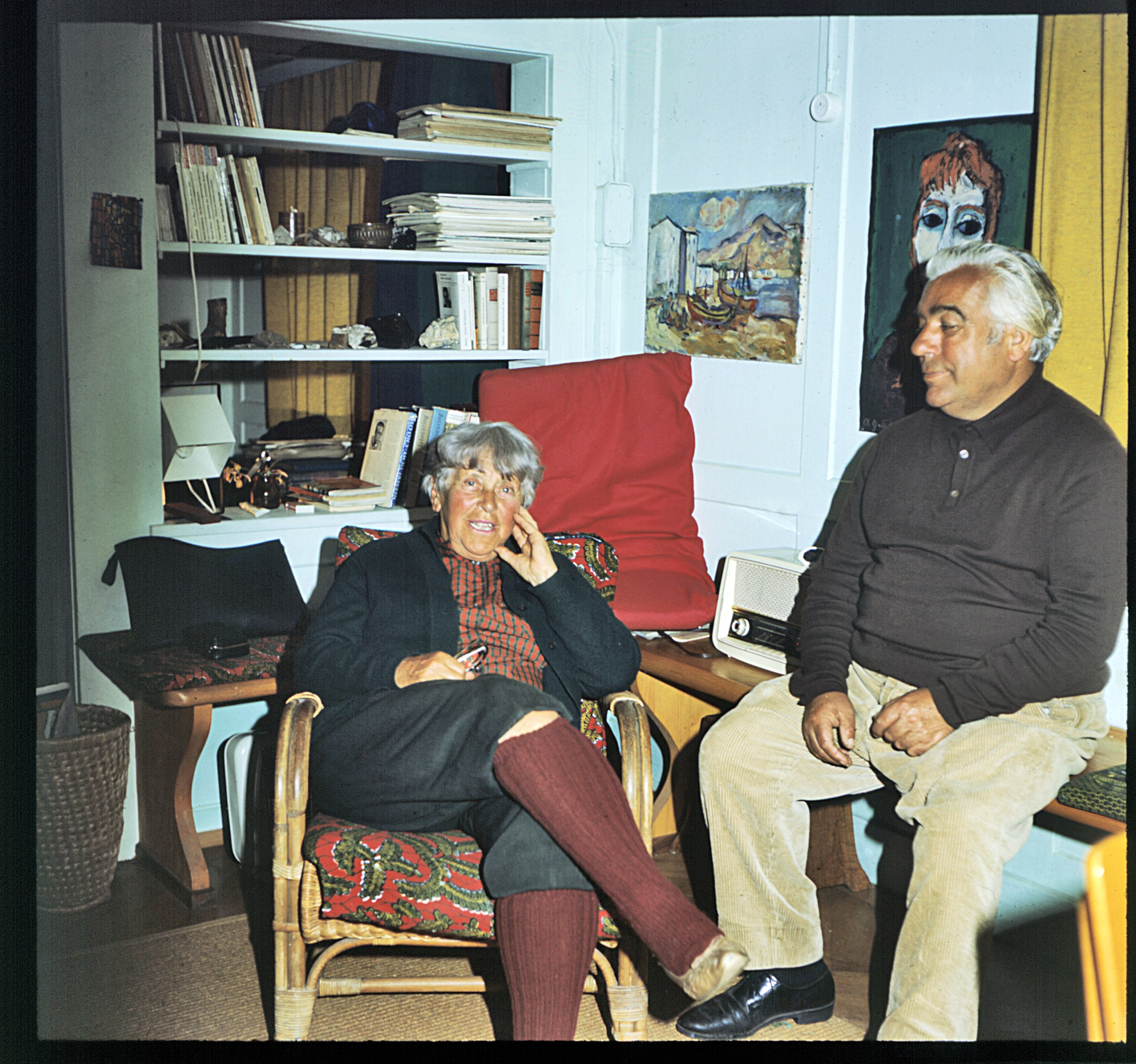
Christine Gallati mit Christian Oehler um 1970

Christina Gallati-Dinner (* 2. April 1888 in Glarus; † 16. März 1985 in Ennenda) war eine Schweizer Kunstmalerin, Autorin und Lebenskünstlerin.

## Leben
Christine Gallati wurde als fünftes Kind des Ratsherrn Friedrich August Dinner und der Christina Trümpy geboren. Sie war Enkelin von Fabrikant Jakob Trümpy, einem der Pioniere der Glarner Textilindustrie. Sie heiratete mit 18 Jahren Rudolf Gallati, Anwalt und späterer Landammann des Kantons Glarus, und hatte mit ihm die Kinder Dora, Rudolf und Eva.

## Werk
Christine Gallati begann mit 43 Jahren als Autodidakt zu malen. Drei kurze Aufenthalte hatte sie in Paris; zahlreiche Reisen führten sie nach Frankreich, Italien, Holland, Spanien, Tunesien, Marokko und Griechenland. Sie war Mitglied der Sektion Zürich der Schweizerischen Malerinnen und Bildhauerinnen. Mit Christian Oehler, dem Malerfreund, der nach Jahren sowjetischer Kriegsgefangenschaft ins Glarnerland zur Erholung gezogen war, unternahm sie oft Reisen ins Ausland.
Neben vielen Gemälden verfasste sie auch zwei Bücher, mit Kurzgeschichten aus ihrem Lebensumfeld, gewürzt mit Spott und Ironie, die 2011 neu aufgelegt wurden.
Sie hatte Ausstellungen in Glarus, Zürich, Chur, Schaffhausen, Winterthur, Genf, Braunschweig und New York. Gallati zeichnete viele Kreideporträts, wechselte in späteren Jahren von Aquarell auf Öl und Litho-Handdruck, Zinkätzung und hauptsächlich farbigen Holzschnitt. Sie pflegte einen «naturnahen Expressionismus».